# Приближная
Прибли́жная — станица в Прохладненском районе Кабардино-Балкарской Республики.
Образует муниципальное образование «сельское поселение станица Приближная».

## География
Станица расположена в южной части Прохладненского района, на левом берегу реки Малка. Находится в 5 км к востоку от районного центра Прохладный и в 65 км к северо-востоку от города Нальчик. Вдоль станицы проходит автодорога Р-262 и одна из веток Северо-Кавказской железной дороги.
Площадь территории сельского поселения составляет — 52,35 км2. Основную часть площади сельского поселения занимают сельскохозяйственные угодья (41,92 км2).
Граничит с землями населённых пунктов: Прохладный на западе, Виноградное на севере и Екатериноградская на востоке.
Населённый пункт расположен на наклонной Кабардинской равнине, в равниной зоне республики. Средние высоты на территории станицы составляют около 190 метров над уровнем моря. Рельеф местности представляет собой в основном волнистые предгорные равнины, с общим уклоном с северо-запада на юго-восток. К югу и востоку от станицы тянутся бугристые лесистые возвышенности.
Гидрографическая сеть представлена в основном рекой Малка. У южной окраины села расположено озеро Приближненское. Благодаря залеганию грунтовых вод близко к поверхности земли, местность высоко обеспечена водой.
Климат влажный умеренный. Лето жаркое и полузасушливое. Средняя температура воздуха в июле достигает +24,5°C. В конце лета возможны суховеи, дующие со стороны Прикаспийской низменности. Зима мягкая и длится около трёх месяцев. Средняя температура января составляет -2,0°C. Морозы непродолжительные, а минимальные температуры редко снижаются ниже −15,0°C. Среднегодовая температура воздуха составляет +11,5°C, при среднегодовом количестве осадков около 700 мм.

## История
Для укрепления кордонной линии между Моздоком и первыми станицами Волжского полка, была образована новая казачья линия, гарнизоны которой составили: переселенцы из станиц Луковская и Екатериноградская, а также казачьей Моздокской горской команды.
В 1768 году на реке Малка, вблизи военного укрепления возник хутор Приближненский, в дальнейшем ставший «Гражданским поселением Приближное».
В 1824 году по ходатайству Ермолова «гражданское поселение Приближное» было преобразовано в станицу, а его жители были переписаны в казаки.
В 1873 году в Дмитриевскую церковь станицы требовался священник. На тот момент в станице проживали 737 человек.
Народный сельсовет при станице Приближная был основан в 1920 году, с установлением советской власти в регионе. 
С 1932 по 1938 года село с Приближненским стансоветом входил в состав Прималкинского района. Затем обратно включён в состав восстановленного Прохладненского района КБАССР.
Во время Великой Отечественной войны станица была оккупирована немецкими войсками в период с сентября 1942 года по январь 1943 года. Освобождён в начале января 1943 года в ходе Северо-Кавказской военной операции.
Сельская администрация станицы Приближная была образована на основании постановления № 1 от 03.04.1992 года, после реорганизации и преобразования Приближненского станичного Совета.
В 2005 году Приближненская сельская администрация была преобразована в муниципальное образование — сельское поселение станица Приближная.

## Население
| 2002  | 2010  | 2012  | 2013  | 2014  | 2015  | 2016  |
| ----- | ----- | ----- | ----- | ----- | ----- | ----- |
| 1869  | ↘1838 | ↘1809 | →1809 | ↘1767 | ↘1725 | ↘1712 |
| 2017  | 2018  | 2019  | 2020  | 2021  | 2023  | 2024  |
| ↗1729 | ↗1730 | ↘1699 | ↗1723 | ↗1899 | ↗1911 | ↗1933 |
| 2025  |       |       |       |       |       |       |
| ↘1901 |       |       |       |       |       |       |

Плотность — 36.31 чел./км2.
За межпереписной период (с 2010 по 2021 год) население станицы увеличилось на 61 чел. (+ 3,32 %).
Национальный состав
По данным Всероссийской переписи населения 2021 года:
| Народ                | Численность, чел. | Доля от всего населения, % | Доля от указавших нац-ть, % |
| -------------------- | ----------------- | -------------------------- | --------------------------- |
| русские              | 1672              | 88,05 %                    | 88,28 %                     |
| цыгане               | 65                | 3,42 %                     | 3,43 %                      |
| азербайджанцы        | 43                | 2,27 %                     | 2,27 %                      |
| кабардинцы (черкесы) | 31                | 1,63 %                     | 1,64 %                      |
| балкарцы             | 22                | 1,16 %                     | 1,16 %                      |
| другие               | 61                | 3,21 %                     | 3,22 %                      |
| нет / не указано     | 5                 | 0,26 %                     | -                           |
| всего                | 1899              | 100 %                      | 100 %                       |

Поло-возрастной состав
По данным Всероссийской переписи населения 2010 года:
| Возраст     | Мужчины, чел. | Женщины, чел. | Общая численность, чел. | Доля от всего населения, % |
| ----------- | ------------- | ------------- | ----------------------- | -------------------------- |
| 0 — 14 лет  | 151           | 169           | 320                     | 17,41 %                    |
| 15 — 59 лет | 564           | 624           | 1188                    | 64,64 %                    |
| от 60 лет   | 137           | 193           | 330                     | 17,95 %                    |
| Всего       | 852           | 986           | 1838                    | 100,0 %                    |

Мужчины — 852 чел. (46,35 %). Женщины — 986 чел. (53,65 %).
Средний возраст населения — 37,7 лет. Медианный возраст населения — 36,2 лет.
Средний возраст мужчин — 36,0 лет. Медианный возраст мужчин — 35,0 лет.
Средний возраст женщин — 39,1 лет. Медианный возраст женщин — 37,3 лет.

## Местное самоуправление
Администрация сельского поселения станица Приближная — станица Приближная, пер. Кооперативный, 2 «а».
Структуру органов местного самоуправления сельского поселения составляют:
- Исполнительно-распорядительный орган — Местная администрация сельского поселения станица Приближная. Состоит из 6 человек.
  - Глава администрации сельского поселения — Колесников Илья Владимирович (с 7 сентября 2022 года).
- Представительный орган — Совет местного самоуправления сельского поселения станица Приближная. Состоит из 10 депутатов, избираемых на 5 лет.
  - Председатель Совета местного самоуправления сельского поселения — Колесников Илья Владимирович.

## Образование
- Средняя общеобразовательная школа — ул. Жук, 42 «а».
- Школа-интернат для глухих детей[23] — пер. Кооперативный, 6.
- Начальная школа Детский сад «Радуга» — ул. Холодова, 57 «а».

## Здравоохранение
- Участковая больница — ул. Холодова, 67.

## Русская православная церковь
- Храм великомученика Дмитрия Солунского — ул. Холодова, 33 (построен в 1782 году)[24].

## Культура
- Культурно-досуговый центр станицы — пер. Кооперативный, 7 «а».

## Экономика
Экономика на территории сельского поселения представлено сельским хозяйством, в частности растениеводством. Наибольшее развитие в сельском хозяйстве получили возделывания злаковых и технических культур.

## Улицы
На территории села зарегистрировано 6 улиц и 5 переулков:
Улицы
| Аносова |
| Вакуло  |

| Жук        |
| Козодёрова |

| Озёрная  |
| Холодова |

Переулки
| Железнодорожный разъезд |
| Кооперативный           |

| Лесной   |
| Нагорный |

| Широкий |